# Верхньосамарський заказник

Верхньосама́рський — ботанічний заказник місцевого значення. Розташований в Краматорському районі Донецької області біля села Микільське. Статус заказника присвоєно рішенням обласної ради № XXII/14-38 від 30 вересня 1997 року. Площа — 168,3 га. Територія заказника — різнотравно-типчаково-ковиловий степ, де виростає 5 видів рослин, занесених до Червоної книги України.